# Фирсановка (Химки)
Фирса́новка — микрорайон городского округа Химки Московской области. До 2004 года — дачный посёлок Химкинского района. В июле 2024 года вошёл в черту города Сходня; с 15 сентября 2004 года и сам город Сходня вошёл в состав Химок.  В посёлке расположена платформа Фирсановская Октябрьской железной дороги и Линии МЦД-3. 
Население пгт по переписи 2002 года составляла 2847 человек.

## География
По северной окраине посёлка протекает река Сходня, недалеко от южной окраины — река Горетовка.
Площадь посёлка — 700 гектар. В микрорайоне 45 улиц.

## История
Наиболее старой частью микрорайона является бывшая деревня Джунковка (на границе со Сходней), ранее Владимиро-Джунковка — по имени московского губернатора Владимира Фёдоровича Джунковского.

### История местности
В Средние века земли административно принадлежали к так называемому Горетовскому стану. В XV веке ими владел род Образцов-Добрынских Хабар-Симских; в 1525 г. Иван Васильевич Хабар-Симский отказал их кремлёвскому Чудову монастырю. Они принадлежали монастырю на протяжении столетия и в 1623 г. были пожалованы стольнику князю Черкасскому. Князья Черкасские владели землями до 1775 г., когда продали их сенатору Всеволоду Алексеевичу Всеволожскому. В 1811 г. брат и наследник последнего, Сергей, продал землю полковнику Афанасию Нестерову, тот спустя 3 года — графу Григорию Салтыкову, а у Салтыкова в 1825 г. их купил генерал-майор Дмитрий Алексеевич Столыпин, брат бабушки М. Ю. Лермонтова. Усадьба находилась в деревне Середниково, в 4 км к югу от нынешней станции (дом екатерининской эпохи сохранился). В усадьбе бывал сам Лермонтов. В связи с этим центральная улица посёлка Фирсановка называется «Мцыри» в честь одноимённой поэмы поэта. Располагавшийся в советское время в Середниково санаторий также носил название «Мцыри». В 1988 году в усадьбе снимался фильм Чёрный монах, в начале 2010-х — сериалы «Закрытая школа» и «Любовь за любовь». После смерти Д. А. Столыпина, землями владел его сын Аркадий Дмитриевич; здесь прошли детские годы сына последнего, П. А. Столыпина.

### Станция и посёлок
В 1869 году имение было куплено у А. Д. Столыпина за 75 тыс. рублей московским купцом 1-й гильдии Иваном Григорьевичем Фирсановым, причём Фирсанов вернул эти деньги, только продав на вырубку окружавший усадьбу лес; распродажа антикварной обстановки усадьбы дала ему ещё 45 000. На месте вырубленного леса Фирсанов построил дачи. После смерти Фирсанова местность перешла к его дочери Вере Ивановне Фирсановой. Усилиями владельцев Фирасновка становилась популярной в качестве дачного места, и по прошению Веры Ивановны, рядом с имением был открыт полустанок, названный Фирсановка. Полустанок представлял собой две крытые деревянные платформы и деревянный вокзал с готическими башенками и билетной кассой внутри; здание вокзала, как и служебное здание и больницу неподалёку, построила за свой счёт Фирсанова. Датой открытия станции в разных источниках называют 1893, 1914 и 1917 гг.; согласно обнаруженным местными краеведами документам, к 1893 г. относится прошение Фирсановой дирекции Николаевской железной дороги, которое и было удовлетворено; платформа же была построена в 1904 г. и тогда же назначен станционный смотритель.
Фирсановка находилась на «дачной границе» Москвы: если соседствующая с ней с одной стороны Сходня была к 1900 г. крупным дачным посёлком, то с другой стороны Крюково считалось уже слишком далёким: в нём было лишь несколько дач.
В 1912 году при помощи губернатора В.Ф. Джунковского группа крестьян, занимавшихся столярным делом, получила здесь землю в долгосрочную аренду и на сходе было принято решение назвать свой посёлок по имени московского губернатора — Владимиро-Джунковским; в 1923 году оно было переименовано в Акатьево; однако через два года было разрешено называть посёлок «Джунковка».
В 1926 году вокруг станции начал строиться новый посёлок, предназначенный для железнодорожников, работников Наркомзема и рабочих предприятий Москвы (шарикоподшипникового завода и др.). Посёлок получил название «Ульяновского» (название не прижилось).
В 1940 году Фирсановка, которая в 1920-х гг. входила в состав Сходненского района, была отнесена к новообразованному Химкинскому району.
В ноябре — декабре 1941 года, во время битвы за Москву, Фирсановка находилась в прифронтовой полосе — в 4 км от территории, занятой немцами; здесь располагались войска и службы тылового обеспечения.
В 1930-е годы в Фирсановке была открыта начальная школа и поликлиника.
В послевоенный период возобновилась застройка посёлка, были построены школа, библиотека, поликлиника и магазины. Фирсановка превратилась в популярное дачное место.
В 1983 году Фирсановка получила статус посёлка городского типа.
19 июля 2004 года Фирсановка вместе с деревней Усково были присоединены к городу Сходня. А уже с 15 сентября и сам город Сходня вошёл в состав города Химки. Таким образом, Фирсановка потеряла статус населённого пункта и стала микрорайоном города Химки.
В рамках администрации городского округа Химки образовано территориальное управление микрорайонов Сходня-Фирсановка.

## Население
Постоянное население Фирсановки около 3 500 человек, летом вместе с дачниками число жителей составляет около 25 тысяч человек.  

## Инфраструктура
Жилой фонд насчитывает 1,5 тысячи домов, в том числе 12 многоэтажных и 43 малоэтажных. В настоящее время близ платформы Фирсановская вырос элитный коттеджный посёлок.

### Социальная инфраструктура
Два санатория: кардиологический имени Артёма и детский бронхолегочный «Звёздочка», поликлиника,  библиотека, аптека,  детский клуб «Виктория», средняя школа.

### Инженерная инфраструктура
Газифицировано, электрифицировано, есть водоснабжение.
Работает мобильная связь.

### Рыночная инфраструктура
Действуют отделения «Сбербанка», федеральные сетевые магазины.

## Религия
Церковь.

## Транспорт
У платформы Фирсановка находятся конечные остановки двух автобусных маршрутов:
- Маршрут № 7 автобусной сети города Москва. Станция МЦД Фирсановская — Западная.
- Маршрут № 40 автобусной сети химкинского городского округа. Станция МЦД Фирсановская — Посёлок санатория «Мцыри».